# NGC 7757
NGC 7757 (другие обозначения — PGC 72491, UGC 12788, VV 407, MCG 1-60-37, Arp 68, ZWG 407.59, UM 7, IRAS23461+0353) — спиральная галактика (Sc) в созвездии Рыбы.
Этот объект входит в число перечисленных в оригинальной редакции «Нового общего каталога», а также включён в атлас пекулярных галактик.